# فیرفیلد، ویکتوریا
فیرفیلد (به انگلیسی: Fairfield) یک منطقهٔ مسکونی در استرالیا است که در شهر یارا واقع شده‌است.